# Pest van Antoninus
De Pest van Antoninus (165-180 n.Chr.) ook wel bekend als de plaag van Galenus, de medicus die de ziekte beschreef, was een antieke pandemie, of van de pokken of van de mazelen, die door troepen, die van de Romeins-Parthische Oorlog (161-166) terugkeerden, in het Romeinse Rijk werden geïntroduceerd.
De Romeinse keizer Lucius Verus, die in 169 stierf, zou een slachtoffer van de ziekte zijn geweest. Hij was mede-regent van Marcus Aurelius Antoninus, naar wiens achternaam, Antoninus, deze pandemie werd vernoemd. Negen jaar later brak de ziekte volgens de Romeinse historicus Dio Cassius opnieuw uit. Op het hoogtepunt zouden er in Rome tot 2000 doden per dag zijn gevallen. Een kwart van de besmette mensen overleed. Het totaal aantal doden is wel op vijf miljoen geraamd. De ziekte zou in sommige gebieden tot een derde van de bevolking hebben gedood en het Romeinse leger hebben gedecimeerd.

## Epidemiologie
Tijdens de pandemie, in het jaar 166, reisde de Griekse arts en schrijver Galenus van Rome naar zijn woonplaats in Klein-Azië. In 168 keerde hij, daartoe opgeroepen door de twee Augusti, weer naar Rome terug. In de winter van 168 op 169 was hij aanwezig bij de uitbraak van de pandemie onder de in Aquileia gestationeerde troepen. Galenus' waarnemingen en beschrijvingen van de epidemie in zijn verhandeling Methodus Medendi zijn kort. Zijn andere beschrijvingen ervan staan verspreid door zijn andere werk. Hij beschreef de pest als omvangrijk en van lange duur. Hij vermeldt als symptomen koorts, diarree en ontsteking van de keelholte, en huiduitslag, soms droog, maar soms gepaard gaand met pus, die op de negende dag van de ziekte verscheen. De informatie die ons door Galenus is nagelaten is niet eenduidig genoeg om de aard van de ziekte met zekerheid vast te stellen, maar geleerden leiden in het algemeen de diagnose van pokken uit deze symptomen af.
De historicus William Hardy McNeill beweert dat de pest van Antoninus en de latere pest van Cyprianus (ca. 251-270) uitbraken van twee verschillende ziekten waren, de pokken en de mazelen, hoewel niet noodzakelijkerwijs in die volgorde. De zware sterfte onder de Europese bevolking door deze twee pandemieën kan erop wijzen dat de bevolking niet eerder met beide ziekten was besmet, waardoor er nog geen immuniteit aanwezig was. Andere historici geloven echter dat beide uitbraken een pokkenpandemie betroffen. Deze laatste opvatting lijkt correcter te zijn, gegeven ook het feit dat een recente schatting van de ouderdom van het mazelen-virus het eerste optreden van mazelen zo'n kleine 1000 jaar later, in de elfde of twaalfde eeuw plaatst.

## Gevolgen

### Directe gevolgen voor de oorlog in het Oosten en aan de Donaugrens
Het uitbreken van de 'pest' leidde er in 165 onmiddellijk toe dat de overwinning op de Parthen niet kon worden omgezet in een duurzame vrede aan de oostelijke grenzen. Sommige historici beschouwen de pest van Antoninus als de echte reden voor de Romeinse terugtrekking uit Mesopotamië, hoewel ook logistieke problemen een rol kunnen hebben gespeeld; met name de moeilijke bevoorradingssituatie in het geplunderde Seleucië en de lange aanvoerroutes zullen niet hebben meegeholpen.
Dat de pest vooral onder de soldaten woedde, toont een munt uit het jaar 166 n.Chr. met een beeltenis van Minerva Medica. Ammianus Marcellinus schrijft over deze ziekte
" ... van de grens met Perzië tot aan de Rijn en Gallië was alles met lijken gevuld."
In de jaren 160 compliceerde de pest van Antoninus vanuit Romeins oogpunt de steeds weer oplaaiende confrontaties met de Germaanse stammen van de Marcomannen en Quaden aan de Donaugrens. Tijdens de Marcomannenoorlogen was de pest de oorzaak van de - soms - dramatische verslechtering van de militaire situatie aan Romeinse kant. Toen de Germanen de Donau overstaken en het Romeinse Rijk binnenvielen, konden de door de pandemie verzwakte legioenen niet standhouden. Marcus Aurelius zag zich uiteindelijk gedwongen vanaf 167 de legioenen aan de Donau zelf aan te voeren. In de winter van 168 op 169 waren de verliezen aan troepen door de ziekte zo hoog (in sommige eenheden viel een derde van legionairs uit), dat een gepland offensief moest worden uitgesteld. De 'pest' hield geen halt bij de Donaugrens. Ook aan de andere kant van de grensrivier hield zij ongetwijfeld huis en maakte zij waarschijnlijk veel slachtoffers. Daar is echter niets over bekend.

### Gevolgen op lange termijn
Onder moderne historici is het in toenemende mate omstreden of en in welke mate de pest van Antoninus daadwerkelijk een wezenlijke factor is geweest in de politieke destabilisatie en het geleidelijke verlies aan eenheid van het Rijk, die een kleine eeuw later tot uiting zou komen in de crisis van de derde eeuw. De onmiddellijke gevolgen van de epidemie voor de economische en sociale situatie van het Romeinse Rijk moeten echter zeker zwaar hebben gewogen. Hier en daar stortten wet en orde volledig in. Vanuit Egypte wordt over massavluchten bericht. Over het geheel genomen werd het bewind van Marcus Aurelius gekenmerkt door een aantal misoogsten, belastingverhogingen en een constante staat van oorlog. Hierdoor wordt de betekenis van de pandemie op lange termijn in perspectief geplaatst.
Volgens schattingen werden in de gehele periode dat de pest van Antoninus woedde, ongeveer zeven tot tien miljoen inwoners van het Romeinse Rijk door de pandemie gedood, dat is tegen de 10% van de bevolking. In sommige stedelijke centra zal dit percentage hoger hebben gelegen.

### Primaire bronnen
- Galenus: Methodus medendi vel de Morbis curandis libri XIV. Latijnse vertaling van Thomas Linacre. Parijs 1519e
- Cassius Dio: Geschiedenis van Rome. In het Duits vertaald door O. Veh. 5 delen, München/Zürich 1985-1987.
- Ernst Hohl (vertaald in het Duits.): Historia Augusta. Römische Herrschergestalten. deel 1, Artemis, Zürich/München 1976, ISBN 3-7608-3568-6.

## Voetnoten
1. ↑  H. Haeser concludeert in Lehrbuch der Geschichte der Medicin und der epidemischen Krankenheiten III:24-33 (1882) dat de pest van Antoninus pokken betrof. Hij wordt hierin gevolgd door Zinsser 1996.
2. ↑  "Er is niet genoeg bewijs om de ziekte of ziekten met een voldoende mate van zekerheid te identificeren" concludeerde J.F. Gilliam in zijn samenvatting (1961) van de geschreven bronnen, met onzekere Griekse en Latijnse inscripties, twee groepen papyri en munten.
3. ↑  Merk op dat antieke historici nogal eens de neiging hadden dit soort getallen met een factor vijf of tien te overdrijven.[bron?]
4. ↑  Dio Cassius, LXXII 14,3-4. Zijn boek dat de pest onder Marcus Aurelius beschreef is verloren gegaan; deze latere uitbraak was de grootste waarvan de historicus kennis had.
5. ↑   'Past pandemics that ravaged Europe', BBC News, 7 november 2005.
6. ↑  'Plague in the Ancient World'.
7. ↑   Zie McLynn, Frank, Marcus Aurelius, Warrior, Philosopher, Emperor, Vintage Books, Londen, 2009.
8. ↑   D.Ch. Stathakopoulos Famine and Pestilence in the late Roman and early Byzantine Empire (2007) blz. 95
9. ↑   Furuse Y., Suzuki A. en Oshitani H. (2010) 'Of measles virus. Divergence from rinderpest virus between the 11th and 12th centuries'. Virol J. 7:52.
10. ↑   Greenberg J.: Plagued by doubt : reconsidering the impact of a mortality crisis in the 2nd century A. D. J. of Roman Archaeology (2003) 16
11. ↑   R.J. Littman, M.L. Littman. Galen and the Antonine plague. American Journal of Philology. (1973) 94: blz 243-255